# Norbert Madaras
Norbert Madaras (ur. 1 grudnia 1979 w Egerze) – węgierski piłkarz wodny. Dwukrotny złoty medalista olimpijski.
Mierzący 192 cm wzrostu zawodnik z reprezentacją Węgier zdobył nie tylko dwa tytuły mistrza olimpijskiego, ale także zwyciężał na mistrzostwach świata (2003) i dwukrotnie stawał na drugim stopniu podium tej imprezy (2005, 2007). Jest zawodnikiem włoskiego Pro Recco, z którym był mistrzem Włoch, a w 2007 i 08 zwyciężał w Pucharze Mistrzów.

## Odznaczenia
- Krzyż Komandorski Orderu Zasługi Republiki Węgierskiej – 2008[3]